# دومسیتز
شهر دومسیتز در ایالت مکلنبورگ-فورپومرن در کشور آلمان واقع شده است.

## نگارخانه

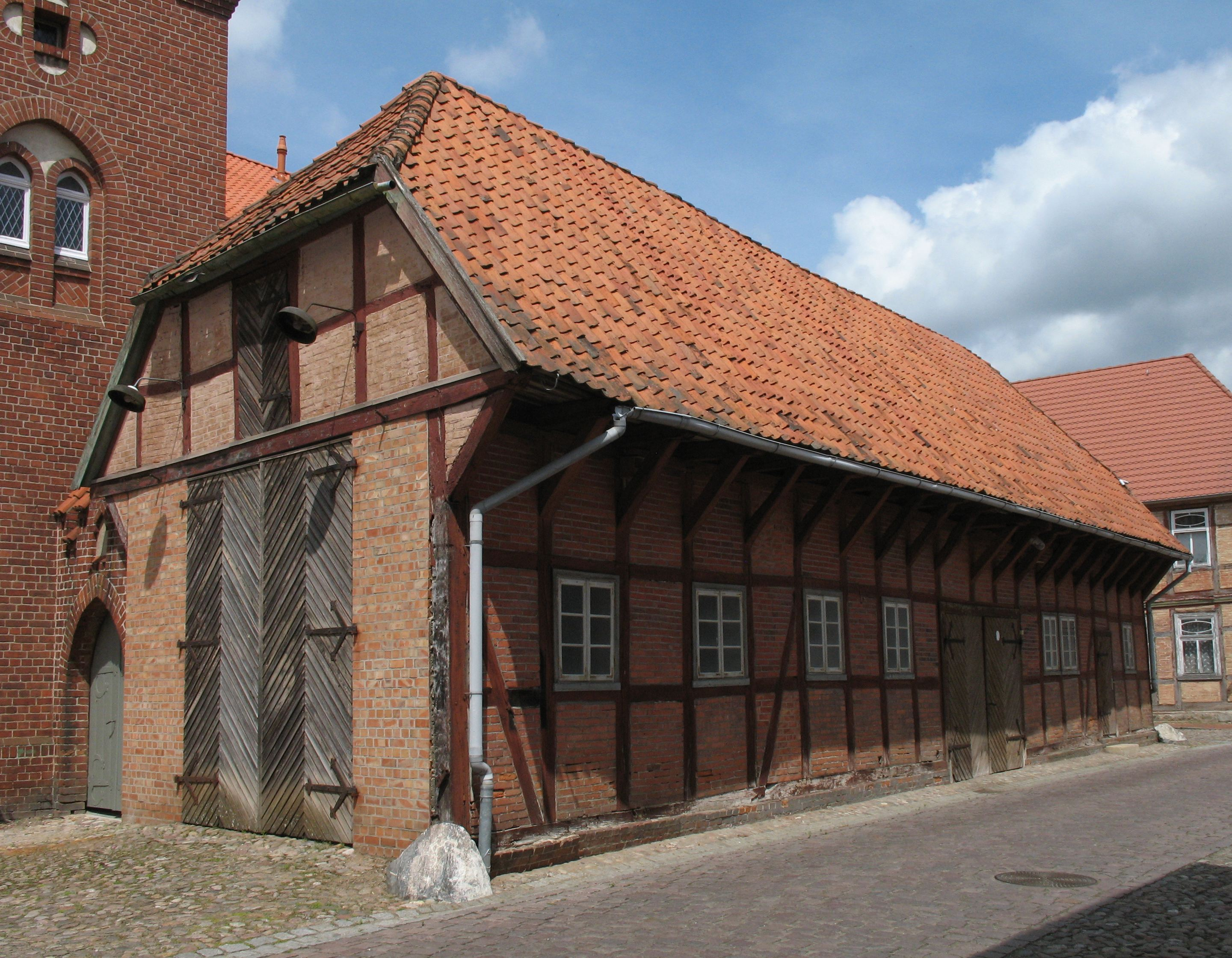
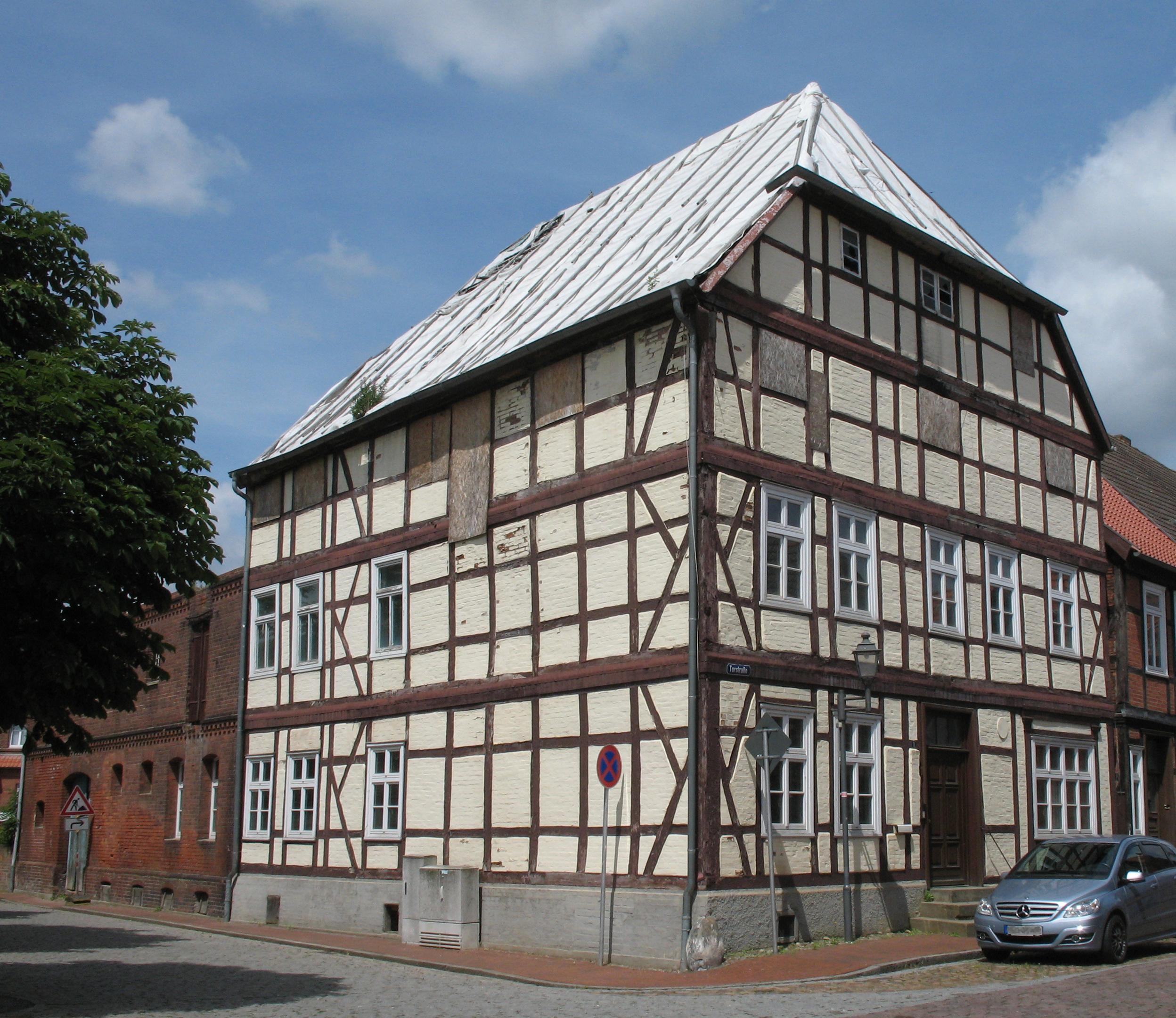
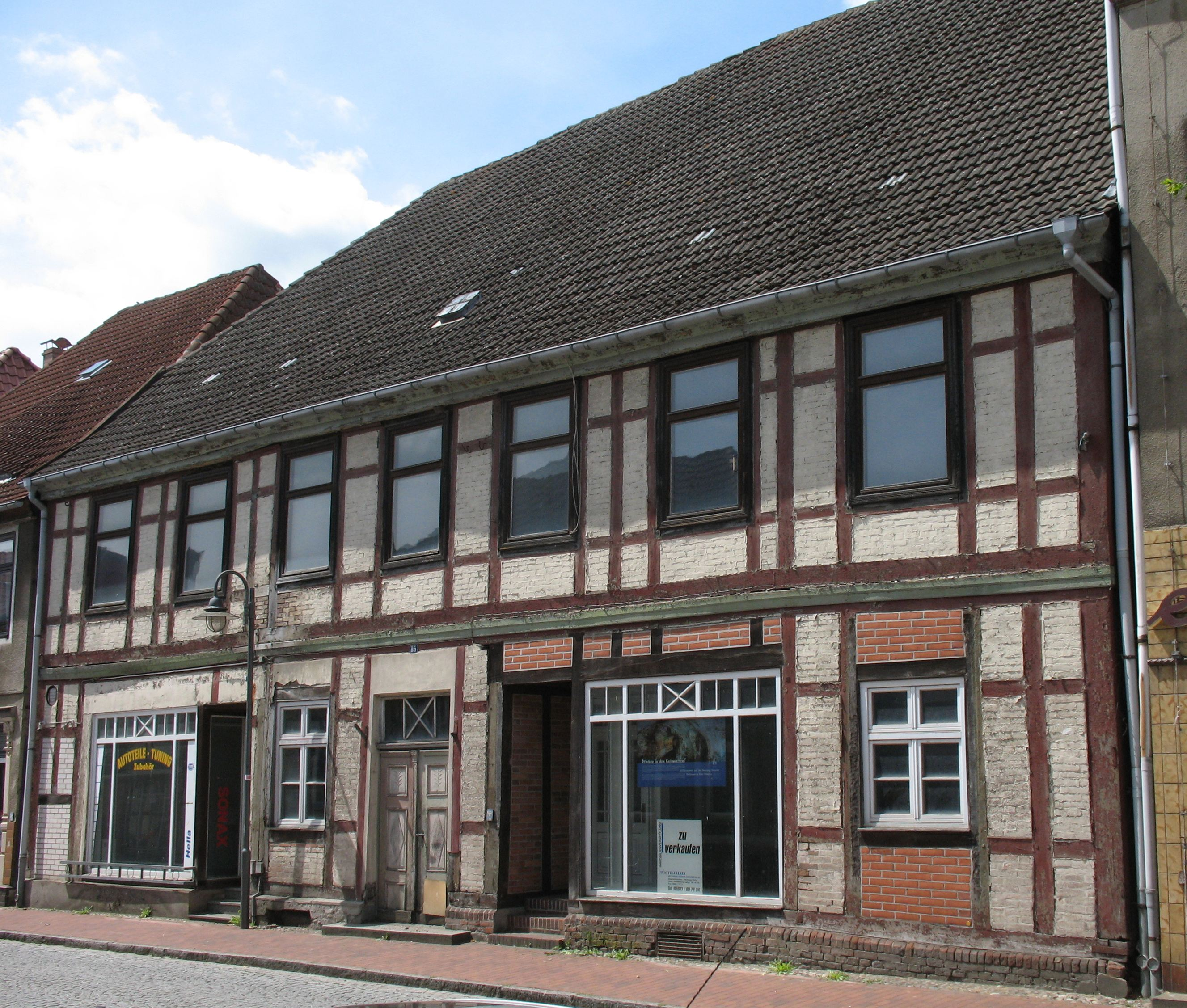
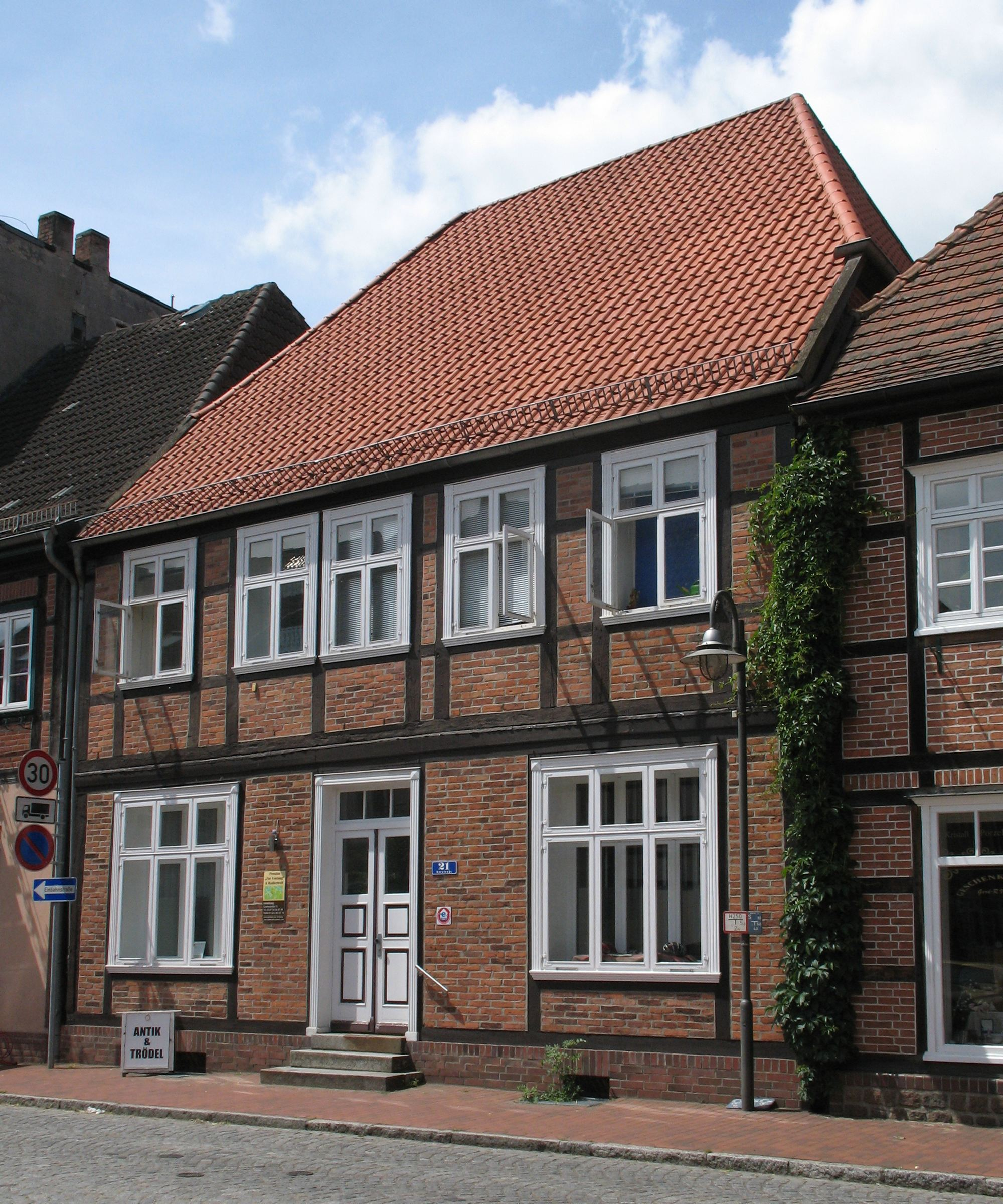
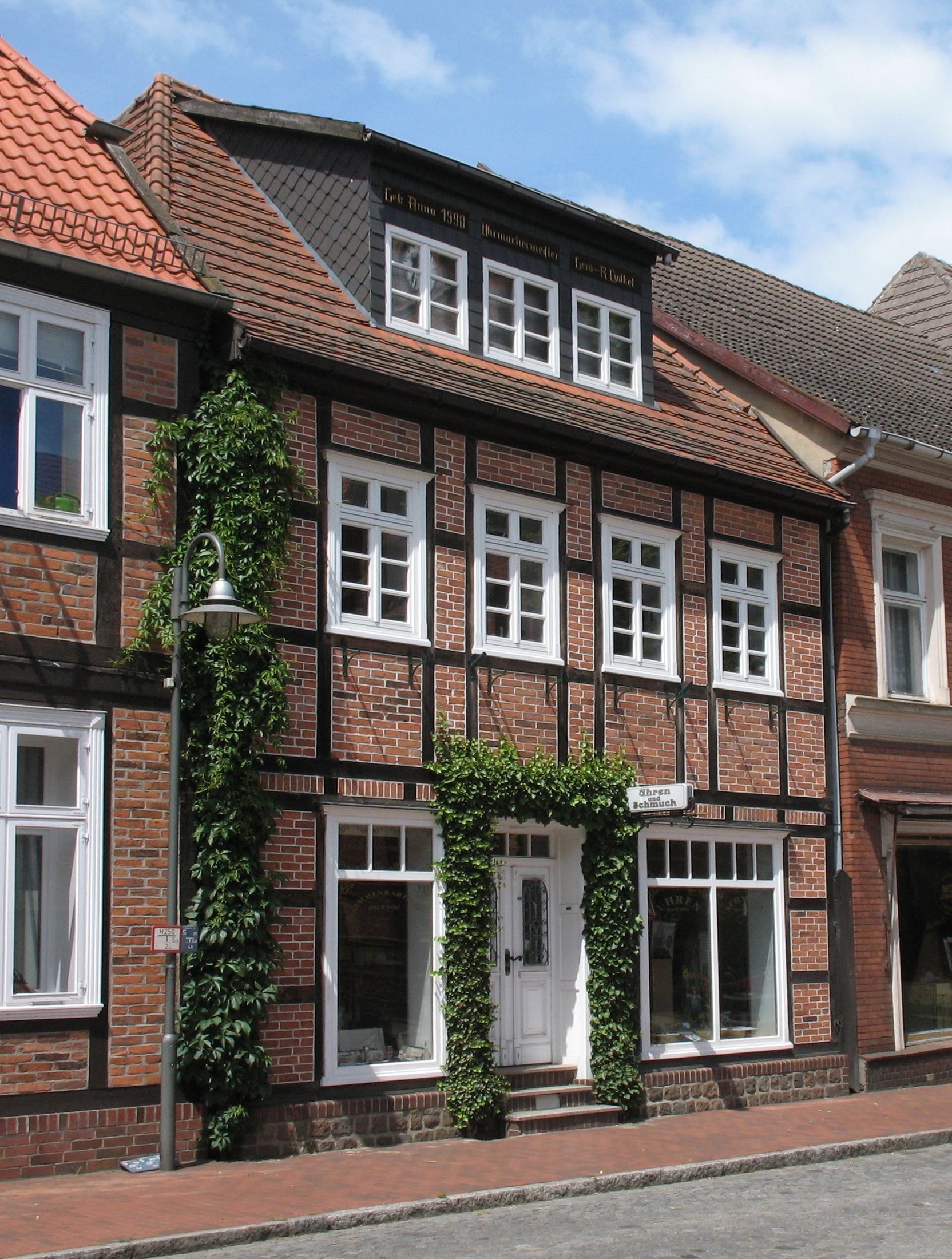
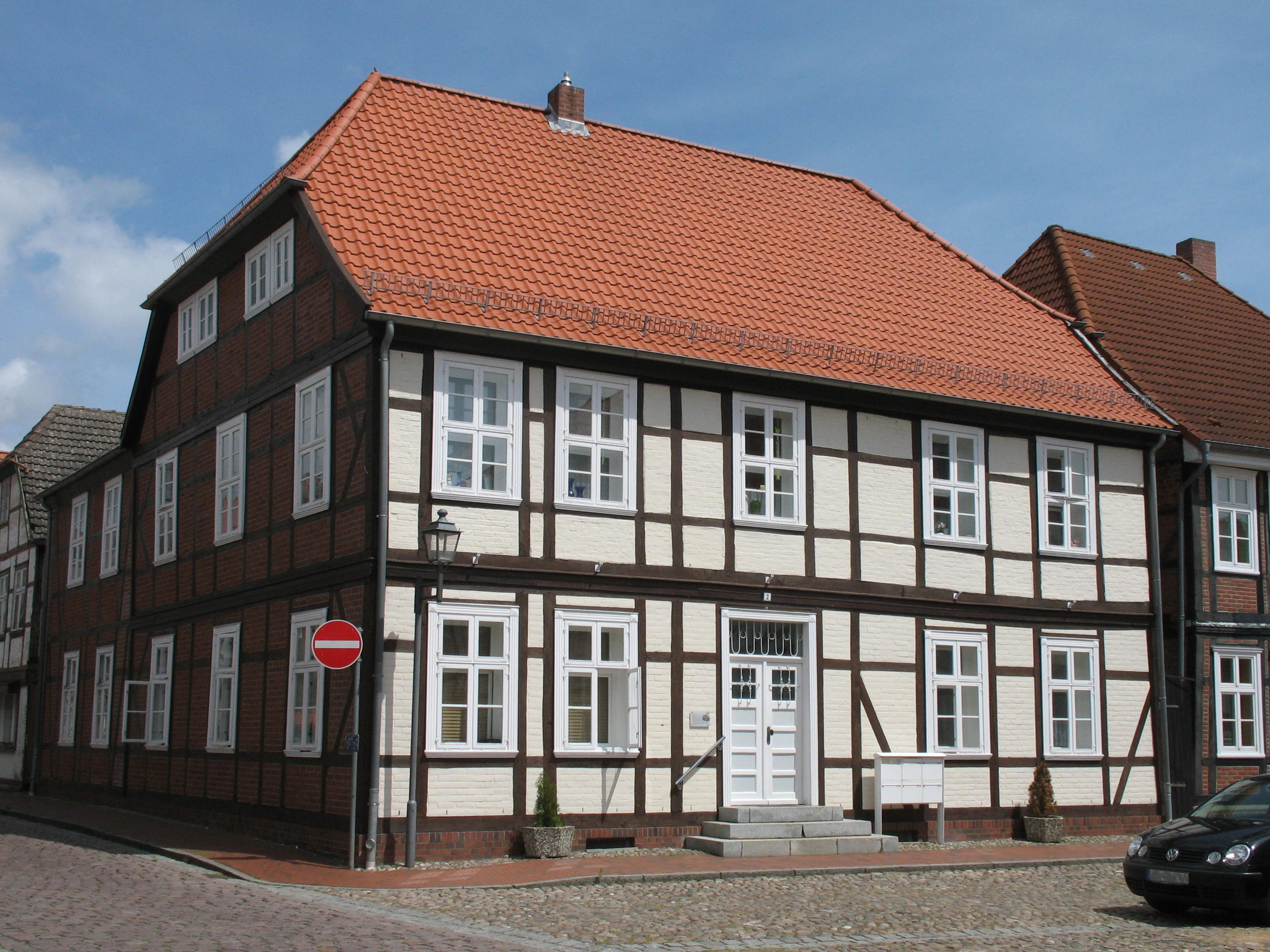
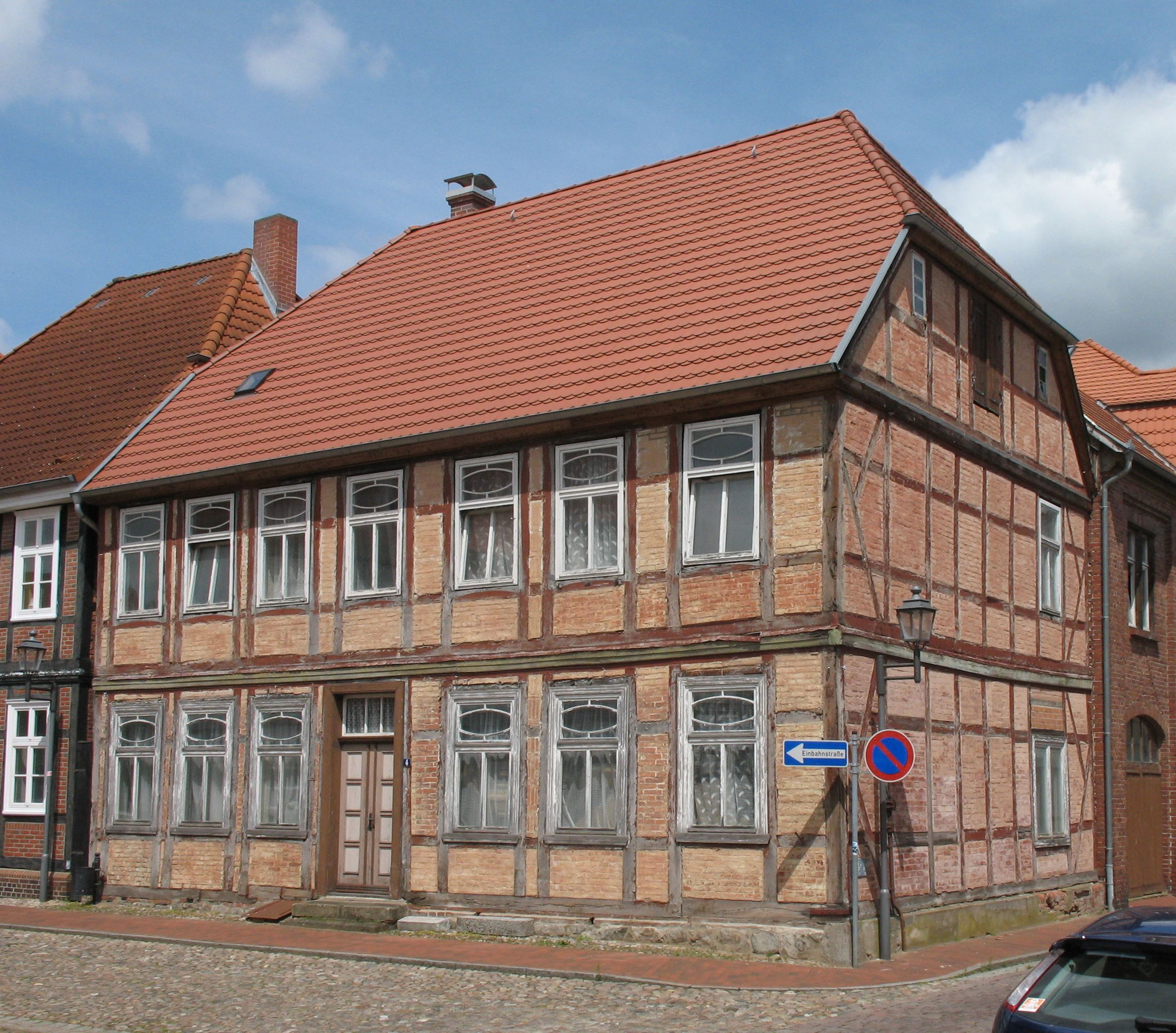
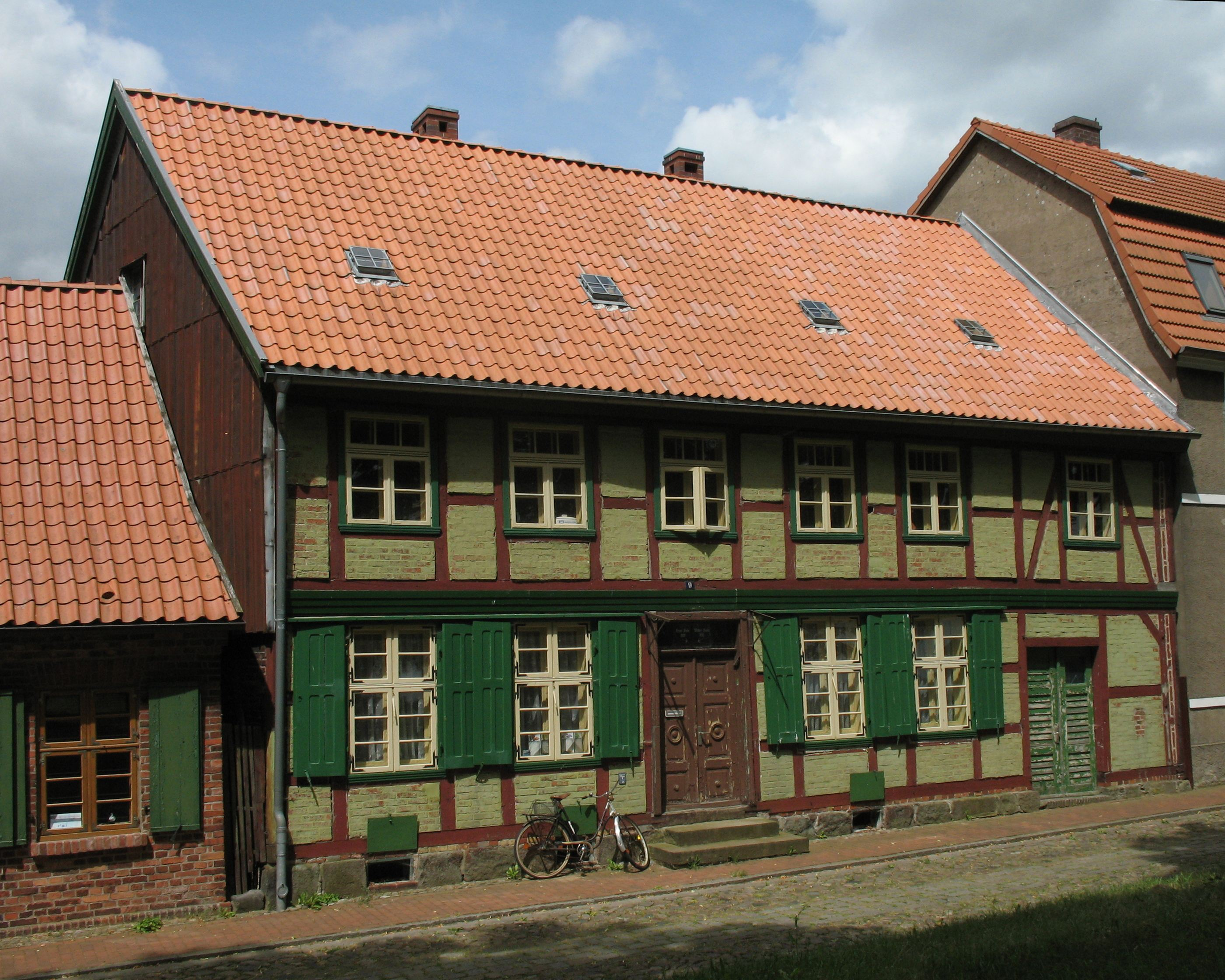
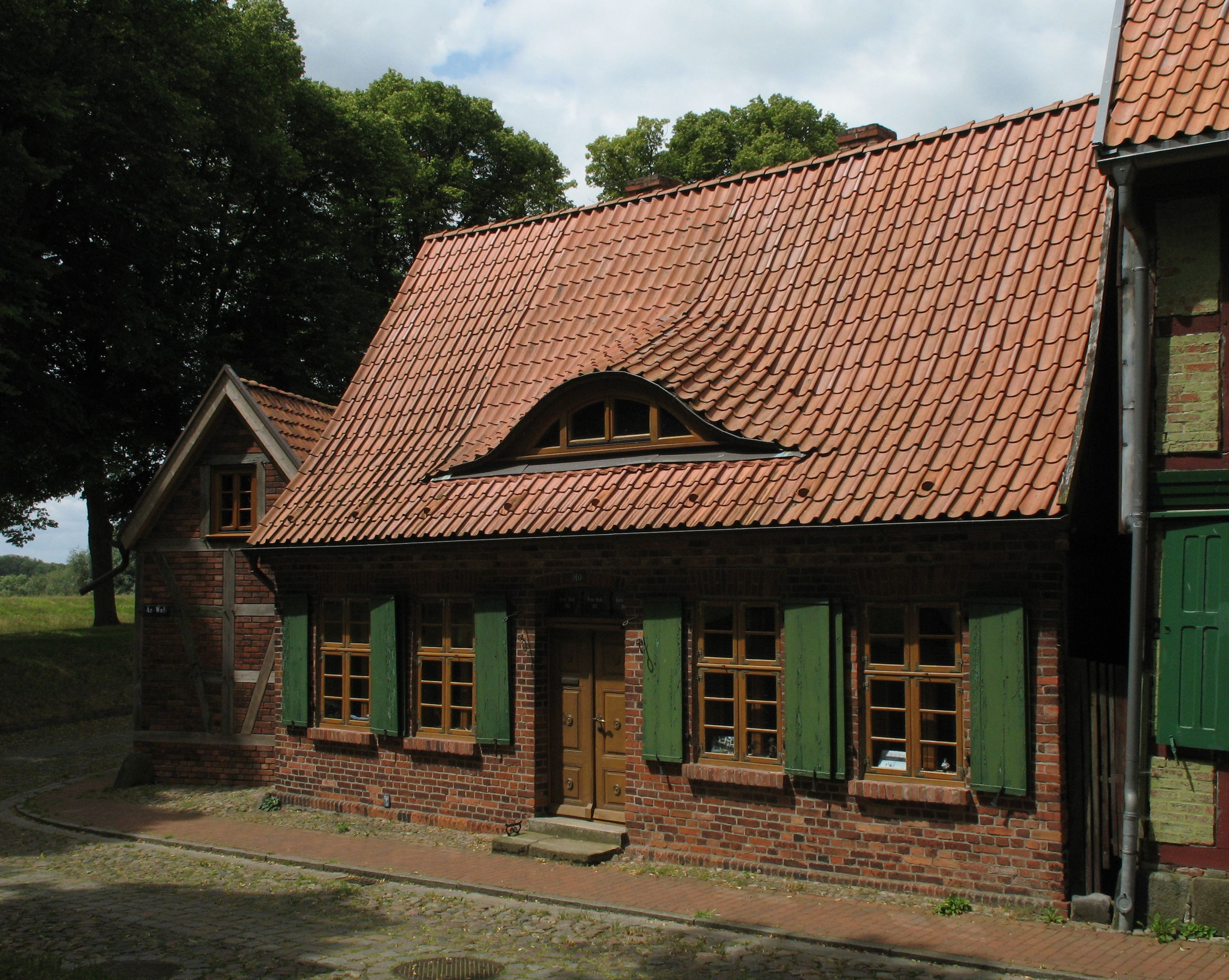
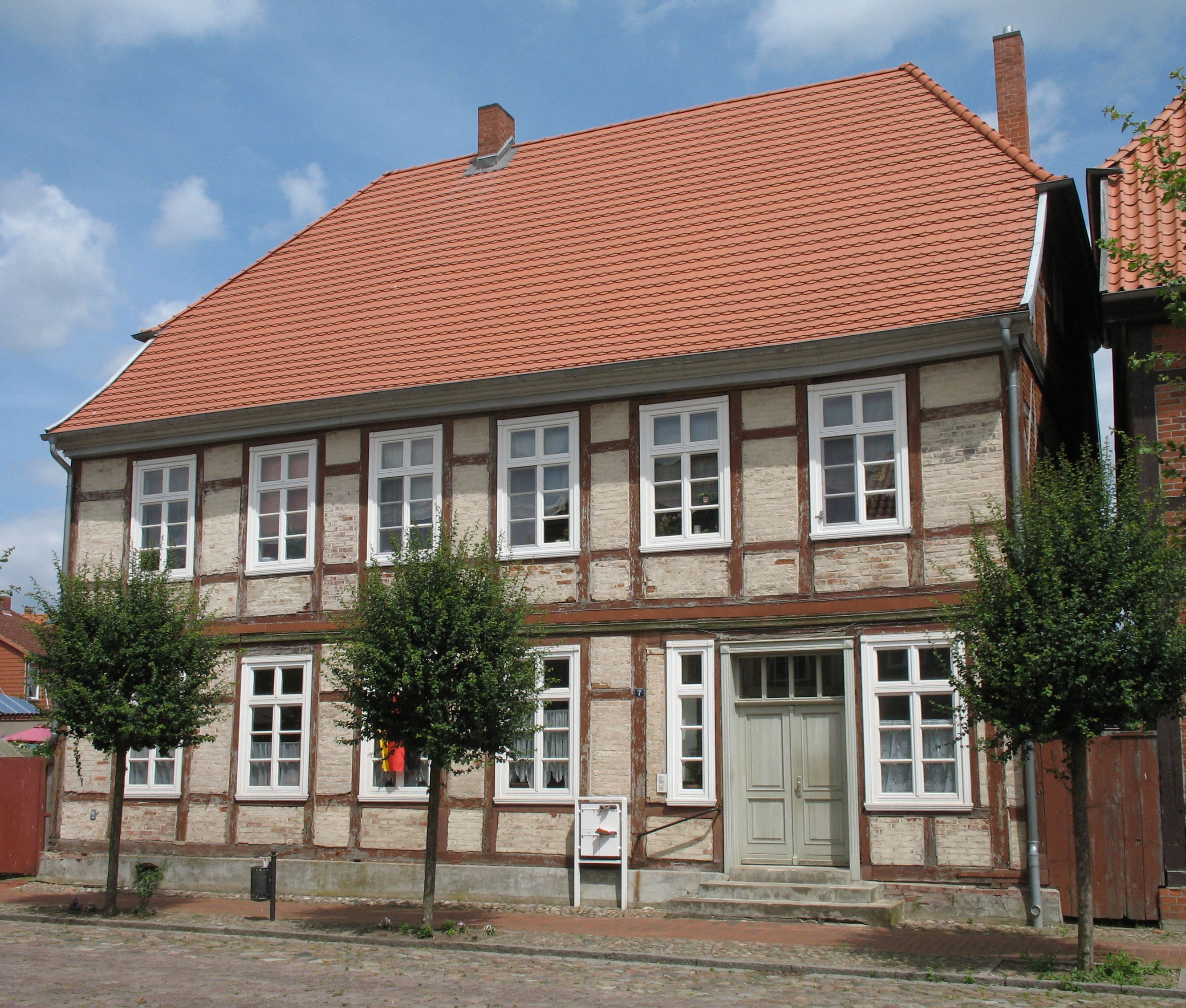
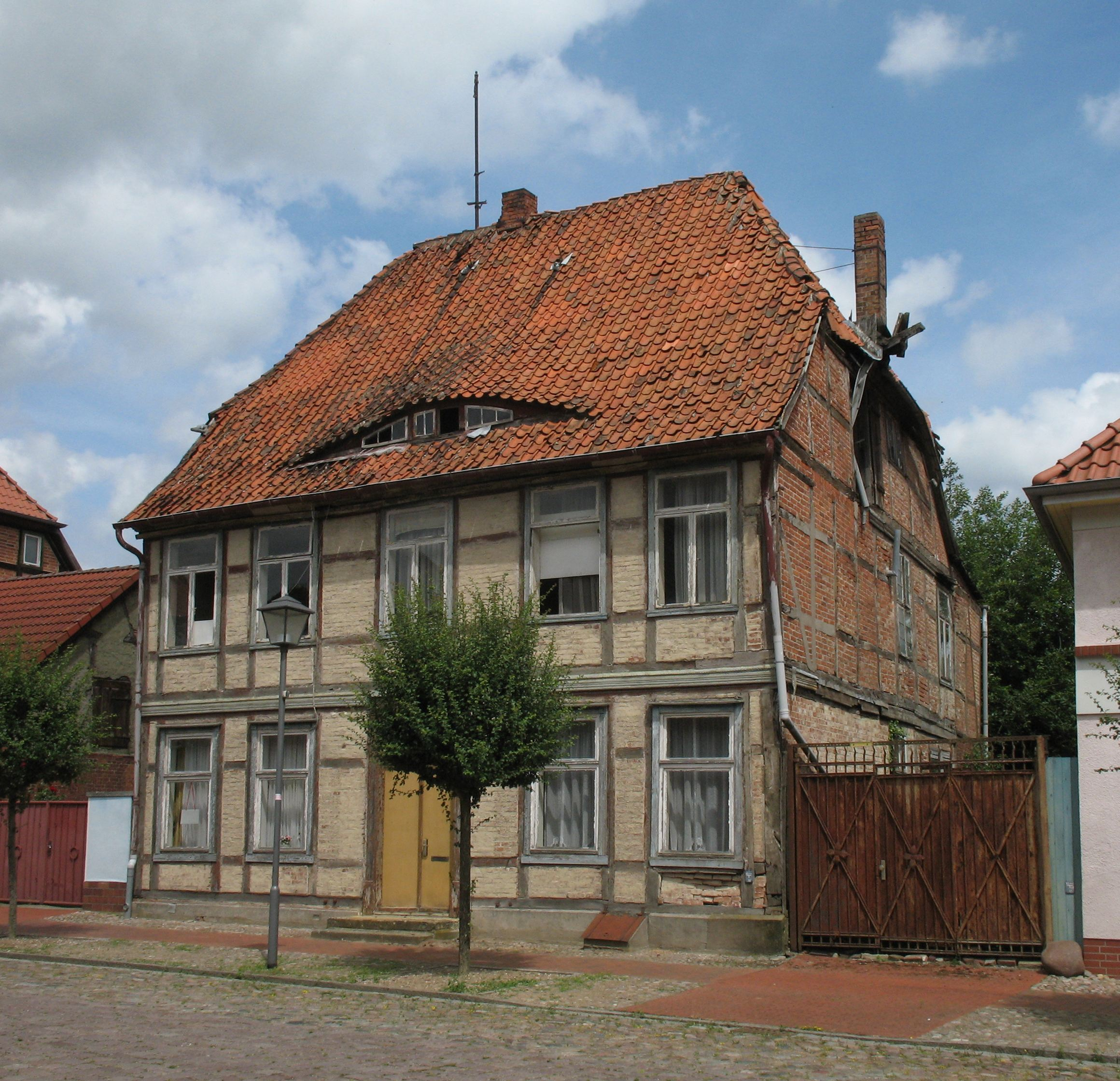